# Consejo de la Magistratura (Argentina)
El Consejo de la Magistratura de la República Argentina es un órgano constitucional multisectorial creado en 1994, que tiene a su cargo la selección de los jueces federales y nacionales, así como el control disciplinario de los mismos y la administración del Poder Judicial de la Nación. La Constitución establece que su composición debe equilibrar el peso de los representantes políticos elegidos democráticamente, con el de los jueces y los abogados, incluyendo también personas del ámbito académico y científico, dejando librada su organización a una ley especial sancionada por la mayoría absoluta de la totalidad de los miembros de cada Cámara del Congreso. 
En diciembre de 2021, la Corte Suprema, en voto dividido, declaró la inconstitucionalidad de la composición establecida por el Congreso en 2006, y dispuso restablecer la vigencia de dos normas legales de 1997 (artículos 2 y 10 de la Ley 24.937 según texto ordenado por la Ley 24.939) que habían sido derogadas, colocando al presidente de la Corte al mando del Consejo.
El Consejo está encargado de confeccionar los temas de carácter vinculante de los candidatos para los tribunales inferiores del Poder Judicial, para que luego sean designados por el presidente de la Nación en acuerdo con el Senado. El Consejo de la Magistratura tiene a su cargo también la administración del Poder Judicial, el control de la actividad de los jueces y la imposición de sanciones. En caso de causas graves es el organismo que abre el juicio político para resolver sobre la destitución de los jueces ante el Jurado de Enjuiciamiento, ante el cual el Consejo de la Magistratura actúa como acusador.
El Consejo de la Magistratura administra el Poder Judicial de todas las instancias excepto la Corte Suprema. Tiene a su cargo cinco funciones, entre ellas seleccionar mediante concurso público de los magistrados (excepto los de la Corte) y removerlos por las causales contempladas por la ley. Como órgano constitucional, debe ser regulado siguiendo las pautas establecidas por el artículo 114 de la Constitución Nacional.

## Funciones
El Consejo de la Magistratura desempeña importantes funciones en la designación, supervisión y remoción de los jueces nacionales y federales. Además, es el organismo encargado de administrar el Poder Judicial. 
- Designación de los jueces: en la designación de los jueces el Consejo desarrolla dos tareas.
- Supervisión de los jueces: supervisa la tarea de los jueces, y eventualmente les impone sanciones. Todos los miembros del Consejo están bajo el poder de los jueces
- Remoción de los jueces: en caso de que existan causas graves que pudieran justificar la remoción de un juez, el Consejo es el organismo encargado de dar inicio al juicio político, disponiendo la apertura del mismo y convocando al Jurado de Enjuiciamiento que decidirá la situación del juez. En el juicio político, el Consejo actúa como parte acusadora.
- Administración del Poder Judicial: como organismo encargado de la administración del Poder Judicial, el Consejo debe ejecutar el presupuesto anual.

## Historia

### Creación
El Consejo de la Magistratura fue incorporado a la Constitución Nacional en la reforma de 1994 durante la presidencia de Carlos Menem. El artículo 114 de la constitución reformada establece:

El Consejo de la Magistratura, regulado por una ley especial sancionada por la mayoría absoluta de la totalidad de los miembros de cada Cámara, tendrá a su cargo la selección de los magistrados y la administración del Poder Judicial.

Su estructura orgánica y funciones se encuentran reglamentadas por la Ley 24.937 del Consejo de la Magistratura, sancionada el 10 de diciembre de 1997, con varias reformas posteriores. Comenzó a funcionar por primera vez en 1998, presidido por el entonces presidente de la Corte Suprema Julio Nazareno.

### Reforma de 2006
En 2006, mediante la ley 26.080 se modifica la composición del Consejo, reduciendo el número de miembros. Los jueces pasan de cuatro a tres, los legisladores de ocho a seis, los representantes de los abogados de cuatro a dos, mientras que se mantienen en una plaza el poder ejecutivo y el ámbito académico.

### Reforma de 2013
El decreto 577/2013, publicado en el Boletín Oficial, convocó a los ciudadanos a elegir (en conjunto con los comicios legislativos) candidatos al Consejo de la Magistratura en el marco de las PASO (elecciones primarias, abiertas, simultáneas y obligatorias) del 11 de agosto y, para el día 27 de octubre de 2013, conforme lo dispuesto por el Decreto N.º 501/13, a elegir integrantes del Consejo de la Magistratura.
Se iban a elegir:
- Tres (3) jueces del Poder Judicial de la Nación. Conforme al resultado de las elecciones asumirán dos (2) representantes a la lista que resulte ganadora por simple mayoría y uno (1) a la que resulte en segundo lugar.
- Tres (3) representantes de los abogados de la matrícula federal. Conforme al resultado de las elecciones asumirán dos (2) representantes a la lista que resulte ganadora por simple mayoría y uno (1) a la que resulte en segundo lugar.
- Seis (6) representantes de los ámbitos académico o científico. Corresponderán cuatro (4) representantes a la lista que resulte ganadora por simple mayoría y dos (2) a la que resulte en segundo lugar.

La elección iba a ser por una lista de precandidatos postulados por agrupaciones políticas nacionales que postulen fórmulas de precandidatos presidenciales, mediante elecciones primarias abiertas, simultáneas y obligatorias. No permitía constituir agrupaciones políticas al único efecto de postular candidaturas al Consejo de la Magistratura ni oficializar candidaturas a más de un cargo y por más de una agrupación política.
Establecía que el Consejo estaría integrado por diecinueve (19) miembros, de acuerdo con la siguiente composición: 
- Tres jueces del Poder Judicial de la Nación, elegidos por sufragio universal: dos por la lista ganadora por simple mayoría y uno por la que resulte en segundo lugar.
- Tres representantes de los abogados de la matrícula federal, elegidos por sufragio universal: dos representantes por la lista que resulte ganadora por simple mayoría y uno por la que resulte en segundo lugar.
- Seis representantes de los ámbitos académico o científico, de amplia y reconocida trayectoria en alguna de las disciplinas universitarias reconocidas oficialmente, elegidos por sufragio universal: cuatro por la lista que resulte ganadora por simple mayoría y dos por la que resulte en segundo lugar.
- Seis legisladores. A tal efecto, los presidentes de la Cámara de Senadores y de la Cámara de Diputados, a propuesta de los bloques parlamentarios de los partidos políticos, designarán tres legisladores por cada una de ellas, correspondiendo dos (2) a la mayoría y uno (1) a la primera minoría.
- Un (1) representante del Poder Ejecutivo.

Según el artículo 18 del proyecto, de manera excepcional, se sumarían los actuales integrantes con los elegidos en las elecciones 2013, pudiendo llegar a ser 25 los consejeros del organismo hasta la finalización de los actuales mandatos.
En la justicia varios amparos interpuestos por jueces, abogados y políticos cuestionaron la reforma porque entienden que viola la constitución nacional. 
La jueza federal con competencia electoral María Romilda Servini de Cubría emitió el 11 de junio de 2013 dos fallos señalando como inconstitucional el voto popular para la elección de consejeros abogados, jueces y académicos. En las mismas dos resoluciones, anuló la convocatoria a las elecciones para consejeros, el nuevo número de integrantes que tendría el Consejo de la Magistratura (19 según lo votado por el Congreso) y el voto popular para elegir a los consejeros. El fallo fue recurrido por el gobierno, quien solicitó que la Corte Suprema de Justicia resolviera por el procedimiento per saltum. El 18 de junio de 2013 la Corte Suprema de Justicia de la Nación, en la sentencia conocida como  "Caso Rizzo", con el voto de seis de sus siete miembros, declaró inconstitucional la reforma en cuanto determinaba que los representantes de los jueces, abogados y académicos en el Consejo de la Magistratura fueran elegidos por voto popular en lugar de serlo por sus pares. Además, consideró inconstitucional la nueva composición del Consejo de la Magistratura que prevé la reforma. El único voto en disidencia fue el de Eugenio Zaffaroni.
La inconstitucionalidad alcanza a los artículos 2.º, 4.º, 18 y 30 de la ley 26.855, y del decreto 577/13. También declara inaplicables las modificaciones de la ley 26.855 con relación al quorum previsto en el artículo 7.º, al régimen de mayorías y a la composición de las comisiones del Consejo de la Magistratura, de conformidad con lo previsto en el artículo 29 de dicha ley y deja sin efecto la convocatoria a elección de consejeros.

### Reforma de 2021-2022
El 16 de diciembre de 2021 la Corte Suprema de Justicia de la Nación (CSJN) declaró inconstitucional la composición dispuesta por la ley n.º 26 080 de 2006 y dio al Congreso un plazo de 120 días (antes del 16 de abril de 2022) para dictar una nueva ley para la composición del órgano, sino la devolvería su otrora estructura de 20 miembros. El día anterior al fallo, el Poder Ejecutivo Nacional había enviado al Congreso un proyecto de ley para modificar la composición del Consejo, cambiando de 13 a 17 miembros. El proyecto suma dos abogados, un juez y un académico, formando una estructura de cuatro jueces, seis legisladores, cuatro abogados, un representante del Poder Ejecutivo y dos académicos. También propone una paridad de género. El 7 de abril de 2022 el proyecto obtuvo su aprobación en el Senado (por la mayoría del oficialismo). El 16 de abril, cumplido el plazo de 120 días, la Corte ratificó su decisión y el 18 de abril su presidente Horacio Rosatti asumió la conducción del Consejo de la Magistratura volviendo al órgano a su organización original dispuesta por la ley n.º 24 937 de 1997.

## Integración
La Constitución Nacional ordena que el Consejo de la Magistratura esté integrado de modo tal de mantener un equilibrio entre los poderes políticos electivos, los jueces y los abogados, y ordena también que se incluyan miembros provenientes del ámbito académico y científico.
La ley 24.937 precisa la integración del organismo en su primer artículo, cuyo texto obedece a la ley 26.080 de 2006. 
Siguiendo las indicaciones de la ley 26.080, el Consejo está integrado por 13 miembros que proceden de seis ámbitos distintos:
| Integración del Consejo de la Magistratura | Integración del Consejo de la Magistratura      | Integración del Consejo de la Magistratura              | Integración del Consejo de la Magistratura |
| Sector de procedencia                      | Condición                                       | Forma de elección                                       | Cantidad                                   |
| ------------------------------------------ | ----------------------------------------------- | ------------------------------------------------------- | ------------------------------------------ |
| Presidente                                 | Presidente                                      | Actual presidente de la CSJN                            | 1                                          |
| Poder Judicial                             | Juez                                            | Voto de los jueces                                      | 4                                          |
| Senado                                     | Senador                                         | Dos miembros por la mayoría, uno por la primera minoría | 4                                          |
| Cámara de Diputados                        | Diputado                                        | Dos miembros por la mayoría, uno por la primera minoría | 4                                          |
| Abogados                                   | Abogado                                         | Voto de los abogados (abogados federales)               | 4                                          |
| Poder Ejecutivo Nacional                   | Representante                                   | Designado por el PEN                                    | 1                                          |
| Academia                                   | Representante del ámbito científico y académico | Elegido por el Consejo Interuniversitario Nacional      | 2                                          |
| TOTAL                                      | TOTAL                                           | TOTAL                                                   | 20                                         |
| Fuente: Ley 24.937, art. 1.                |                                                 |                                                         |                                            |

### Primera integración
| Miembros del Consejo de la Magistratura (1998-2002) | Miembros del Consejo de la Magistratura (1998-2002) | Miembros del Consejo de la Magistratura (1998-2002) |
| Sector de procedencia                               | Magistrado                                          | Descripción                                         |
| --------------------------------------------------- | --------------------------------------------------- | --------------------------------------------------- |
| Presidente                                          | Julio Nazareno                                      | Presidente de la Corte Suprema                      |
| Poder Judicial                                      | Bindo Caviglione Fraga                              | Juez                                                |
| Poder Judicial                                      | Claudio Kiper                                       | Juez                                                |
| Poder Judicial                                      | Margarita Gudiño de Argüelles                       | Jueza                                               |
| Poder Judicial                                      | Javier Fernández Moores                             | Juez                                                |
| Cámara de Senadores                                 | Augusto Alasino                                     | Senador, Partido Justicialista                      |
| Cámara de Senadores                                 | Ricardo Branda                                      | Senador, Partido Justicialista                      |
| Cámara de Senadores                                 | Horacio Usandizaga                                  | Senador, Unión Cívica Radical                       |
| Cámara de Senadores                                 | Jorge Solana                                        | Senador, Movimiento Popular Neuquino                |
| Cámara de Diputados                                 | Miguel Ángel Pichetto                               | Diputado, Partido Justicialista                     |
| Cámara de Diputados                                 | Juan Carlos Maqueda                                 | Diputado, Partido Justicialista                     |
| Cámara de Diputados                                 | Melchor Cruchaga                                    | Diputado, Unión Cívica Radical                      |
| Cámara de Diputados                                 | Oscar Massei                                        | Diputado, FREPASO                                   |
| Abogados                                            | Mario Gersenobitz                                   | Abogado, Provincia de Buenos Aires                  |
| Abogados                                            | Ángel Garrote                                       | Abogado, Provincia de Santa Fe                      |
| Abogados                                            | Diego May Zubiría                                   | Abogado, Ciudad de Buenos Aires                     |
| Abogados                                            | Eduardo Orio                                        | Abogado, Provincia de Santa Fe                      |
| Poder Ejecutivo Nacional                            | Julio Comadira                                      |                                                     |
| Academia                                            | Juan Gemignani                                      | Universidad Nacional del Litoral                    |
| Academia                                            | Humberto Quiroga Lavié                              | Universidad de Buenos Aires                         |

### Período desde 2022
Los miembros del Consejo de la Magistratura duran cuatro años en su cargo. 
| Miembros del Consejo de la Magistratura (Desde 2022) | Miembros del Consejo de la Magistratura (Desde 2022) | Miembros del Consejo de la Magistratura (Desde 2022)    |
| Sector de procedencia                                | Magistrado                                           | Descripción                                             |
| ---------------------------------------------------- | ---------------------------------------------------- | ------------------------------------------------------- |
| Presidente                                           | Horacio Rosatti                                      | Presidente de la Corte Suprema de Justicia de la Nación |
| Poder Judicial                                       | Ricardo Recondo                                      | Juez                                                    |
| Poder Judicial                                       | Juan Manuel Culotta                                  | Juez                                                    |
| Poder Judicial                                       | Alberto Lugones                                      | Juez                                                    |
| Poder Judicial                                       | Agustina Díaz Cordero                                | Jueza                                                   |
| Cámara de Senadores                                  | María Inés Pilatti Vergara                           | Senadora por Chaco, Frente de Todos                     |
| Cámara de Senadores                                  | Mariano Recalde                                      | Senador por Capital Federal, Frente de Todos            |
| Cámara de Senadores                                  | Silvia Giacoppo                                      | Senadora por Jujuy, Juntos por el Cambio                |
| Cámara de Senadores                                  | Luis Juez                                            | Senador por Córdoba, Juntos por el Cambio               |
| Cámara de Diputados                                  | Pablo Tonelli                                        | Diputado por Capital Federal, Juntos por el Cambio      |
| Cámara de Diputados                                  | Graciela Camaño                                      | Diputada por Buenos Aires, Consenso Federal             |
| Cámara de Diputados                                  | Vanesa Siley                                         | Diputada por Buenos Aires, Frente de Todos              |
| Cámara de Diputados                                  | Roxana Nahir Reyes                                   | Diputada por Buenos Aires, Juntos por el Cambio         |
| Abogados                                             | Jimena de la Torre                                   | Abogada                                                 |
| Abogados                                             | Fernanda Vázquez                                     | Abogada                                                 |
| Abogados                                             | Diego Marías                                         | Abogado                                                 |
| Abogados                                             | Carlos Matterson                                     | Abogado                                                 |
| Poder Ejecutivo Nacional                             | Sebastian Amerio                                     | Funcionario                                             |
| Academia                                             | Diego Molea                                          | Académico                                               |
| Academia                                             | Pamela Tolosa                                        | Académica                                               |

## Sede
El Consejo de la Magistratura funciona, de manera provisoria, en algunos pisos del edificio en la calle Libertad 731, cercano al Palacio de Tribunales. A pesar de carecer de una sede propia, recién en 2010 se lanzó un Concurso de Anteproyectos para la construcción del conjunto de edificios, en un predio del Polo Judicial de Retiro donde actualmente está la estructura abandonada del Hospital Aeronáutico Central.
En noviembre de 2010 se eligió como ganadora la propuesta de los arquitectos Roberto S. Germani, Evohé S. Germani, Pablo J. Germani, Horacio J. Morano e Inés Rubio. Se trata de un conjunto de cuatro edificios, con la posibilidad de construir y habilitar por etapas; e incluiría un auditorio con capacidad para 400 personas, un edificio para los Tribunales Orales en lo Criminal, uno para los Juzgados en lo Correccional, y otro para los Juzgados de Menores.
Al año 2013, las obras del Consejo de la Magistratura no han comenzado y están paralizadas.